# ギリェルモ・ファラスカ
ギリェルモ・ファラスカ・フェルナンデス（Guillermo Falasca Fernández, 1977年10月24日 - ）は、スペインの元男子バレーボール選手。アルゼンチン・メンドーサ出身。元スペイン代表。

## 来歴
フランスリーグ、ベルギーリーグでのプレーを経て、イタリア・セリエA2のクラブへ移籍。2004年から在籍したルピ・パッラヴォーロ・Sクローチェでは、A2でリーグ優勝とコッパ・イタリア優勝の2冠を達成し、翌年にA1昇格を果たした。2007年に韓国VリーグのLIG損害保険グレイタース、2008年にA1のピアチェンツァでプレーし、2009年にトルコのSGKアンカラへ移籍した。
ナショナルチームではスペイン代表のオポジットとして活躍し、通算287試合に出場。2007年欧州選手権でチームの初優勝に貢献し、同年ワールドカップに出場した。

## 球歴
- 世界選手権 - 2002年（13位）
- ワールドカップ - 2007年（5位）
- ワールドリーグ - 2008年（13位）
- 欧州選手権 - 2007年（優勝）

## 所属クラブ
- スタッド・ポワチエVB （2000-2001年）
- Volleyteam Roeselare （2001-2003年）
- Salento d'Amare Taviano （2003-2004年）
- ルピ・パッラヴォーロ・Sクローチェ （2004-2006年）
- CVポルトル （2006-2007年）
- LIG損害保険グレイタース （2007-2008年）
- パッラヴォーロ・ピアチェンツァ （2008-2009年）
- SGKアンカラ （2009-2010年）
- バレー・フォルリ（2010-2011年）
- トンノ・カリポ・ビーボ・バレンティア（2011-2012年）
- ナルボンヌ・バレー（2012-2015年）